# Cutthroat Island (videojuego)
Cutthroat Island (La isla de la cabezas cortadas en España y Latinoamérica) es un juego de plataformas basado en la película de 1995 del mismo nombre que fue desarrollado por Software Creations y publicado por Acclaim Entertainment en 1995 para Game Boy, Game Gear, Genesis y Super Nintendo Entertainment System. Cuando se lanzó el juego por primera vez, incluía una promoción mediante la cual los jugadores podían encontrar cofres del tesoro ocultos en el juego y participar en un concurso para ganar premios del mundo real.

## Jugabilidad
Basado en la película del mismo título, el juego coloca a los jugadores en el papel de cazadores de tesoros renegados. El jugador puede elegir entre dos personajes: Morgan Adams, un personaje femenino que empuña un estoque; o William Shaw, un bucanero armado con una espada. El juego cuenta con modos de acción para un jugador y para dos jugadores y presenta dos estilos de juego diferentes para elegir: Espada y Pelea.
El personaje del jugador debe luchar a través de 10 niveles y encontrarse con diversos enemigos, como piratas, casacas rojas y capitanes de puerto. Además d el manejo de espadas, el nivel dos requiere que los jugadores huyan de los guardias de la prisión en un carro de cantera, y el nivel cinco coloca al jugador encima de un carruaje tirado por caballos. A medida que el jugador avanza en el juego, se pueden recolectar varios elementos como cuchillos, bombas, botellas, antorchas, martillos, pistolas y otras armas.

## Trama
En 1619, el Sea Devil, capturó un barco de carga español llamado Santa Susanna. Antes de llegar a su destino, el Sea Devil quedó atrapado en una tormenta y naufragó en la inexplorada isla de las cabezas cortadas. Sólo un miembro de la tripulación logró salir con vida de la isla: Fingers Adams, quién antes de morir hizo un mapa y lo rompió en tres pedazos que entregó a sus legítimos herederos.
En el año 1688, como el pirata Morgan Adams, que actualmente tiene una pieza del mapa, el jugador ha comenzado una búsqueda de las otras piezas del mapa con la esperanza de encontrar eventualmente el tesoro. Morgan, que ya es una mujer buscada, tendrá que luchar contra la ley y contra aquellos que poseen los trozos del mapa.

## Recepción
Sir Garnabus ' GamePro criticó la versión para Game Gear, calificándola de "una pelea de espadas a través de niveles monótonos sin final". Criticó la jugabilidad repetitiva, los controles, los gráficos y los efectos de sonido fallidos. 
Al analizar la versión Genesis, un crítico de Next Generation opinó: " Cutthroat Island no sufre de ningún defecto evidente, sino de una falta de algo que lo diferencie de un juego de acción de hace tres años. Está la jugabilidad de Final Fight, los gráficos de 8 bits de calidad NES y, finalmente, el nivel obligatorio de la vagoneta minera que, en conjunto, hacen de Cutthroat Island uno de los títulos más genéricos disponibles". Le dio una de cinco estrellas.  Johnny Ballgame de GamePro comparó de manera similar los gráficos con los del Master System de 8 bits, y también criticó las peleas con espadas con solo "golpear botones", la forma en que el nivel del carro de la mina no le da al jugador suficiente tiempo para reaccionar a los obstáculos, el sonido metálico y la música. Concluyó que el juego "no tiene cabida en la biblioteca de ningún propietario de Genesis en su sano juicio". 
Grease Monkey ' GamePro dio una revisión más mixta de la versión de SNES. Si bien repitió la mayoría de las críticas de Johnny Ballgame y agregó que los enemigos y aliados confusamente hacen el mismo sonido de gruñido cuando son golpeados, encontró que las ilustraciones y la música de los personajes al menos eran decentes. 

## Compra de derechos del juego
En octubre de 2018, los derechos del juego fueron adquiridos por la productora canadiense Liquid Media Group junto con otros títulos originalmente propiedad de Acclaim Entertainment.